# Správní obvod obce s rozšířenou působností Vimperk
Správní obvod obce s rozšířenou působností Vimperk je od 1. ledna 2003 jedním ze dvou správních obvodů rozšířené působnosti obcí v okrese Prachatice v Jihočeském kraji. Čítá 21 obcí.
Město Vimperk je zároveň obcí s pověřeným obecním úřadem, přičemž oba správní obvody jsou územně totožné.

## Seznam obcí
Poznámka: Města jsou vyznačena tučně, městyse kurzívou.
- Bohumilice
- Borová Lada
- Bošice
- Buk
- Čkyně
- Horní Vltavice
- Kubova Huť
- Kvilda
- Lčovice
- Nicov
- Nové Hutě
- Stachy
- Strážný
- Svatá Maří
- Šumavské Hoštice
- Vacov
- Vimperk
- Vrbice
- Zálezly
- Zdíkov
- Žárovná

## Obyvatelstvo
| Rok  | Obyv.  | ± %    |
| ---- | ------ | ------ |
| 1869 | 33 874 | —      |
| 1880 | 36 190 | +6,8 % |
| 1890 | 36 928 | +2 %   |
| 1900 | 38 085 | +3,1 % |
| 1910 | 38 710 | +1,6 % |

| Rok  | Obyv.  | ± %     |
| ---- | ------ | ------- |
| 1921 | 35 946 | −7,1 %  |
| 1930 | 34 432 | −4,2 %  |
| 1950 | 17 925 | −47,9 % |
| 1961 | 18 647 | +4 %    |
| 1970 | 18 034 | −3,3 %  |

| Rok  | Obyv.  | ± %    |
| ---- | ------ | ------ |
| 1980 | 17 590 | −2,5 % |
| 1991 | 17 607 | +0,1 % |
| 2001 | 17 736 | +0,7 % |
| 2011 | 17 264 | −2,7 % |
| 2021 | 16 966 | −1,7 % |